# بوکتا
بوکتا (انگلیسی: Bukta) یک تولید کننده‌ی لباس انگلیسی است که در منچستر بزرگ تأسیس شد. این شرکت در ۱۸۷۹ میلادی تأسیس شد و در ابتدا برای سربازان کفش تولید می‌کرد. در ۱۸۸۴ باشگاه ناتینگهام فارست لباس‌های تولید بوکتا رو پوشید و پس از آن باشگاه فوتبال نیوکاسل یونایتد و دیگر تیم‌ها از لباس‌های این شرکت استفاده کردند.
باشگاه‌هایی که از لباس‌های بوکتا استفاده کرده‌اند شامل : آبردین، آرسنال، بولتون، چارلتون، کریستال پالاس، اورتون، هال سیتی، لستر سیتی، منچستر یونایتد، میدلزبورو، نیوکاسل، سویا، سوانسی سیتی، شفیلد ونزدی، وستهام یونایتد و ... می‌شود.
در سال ۲۰۰۵ برند بوکتا دوباره راه اندازی شد و میلیون‌ها پوند برای آن هزینه شد.